# Air Asturias

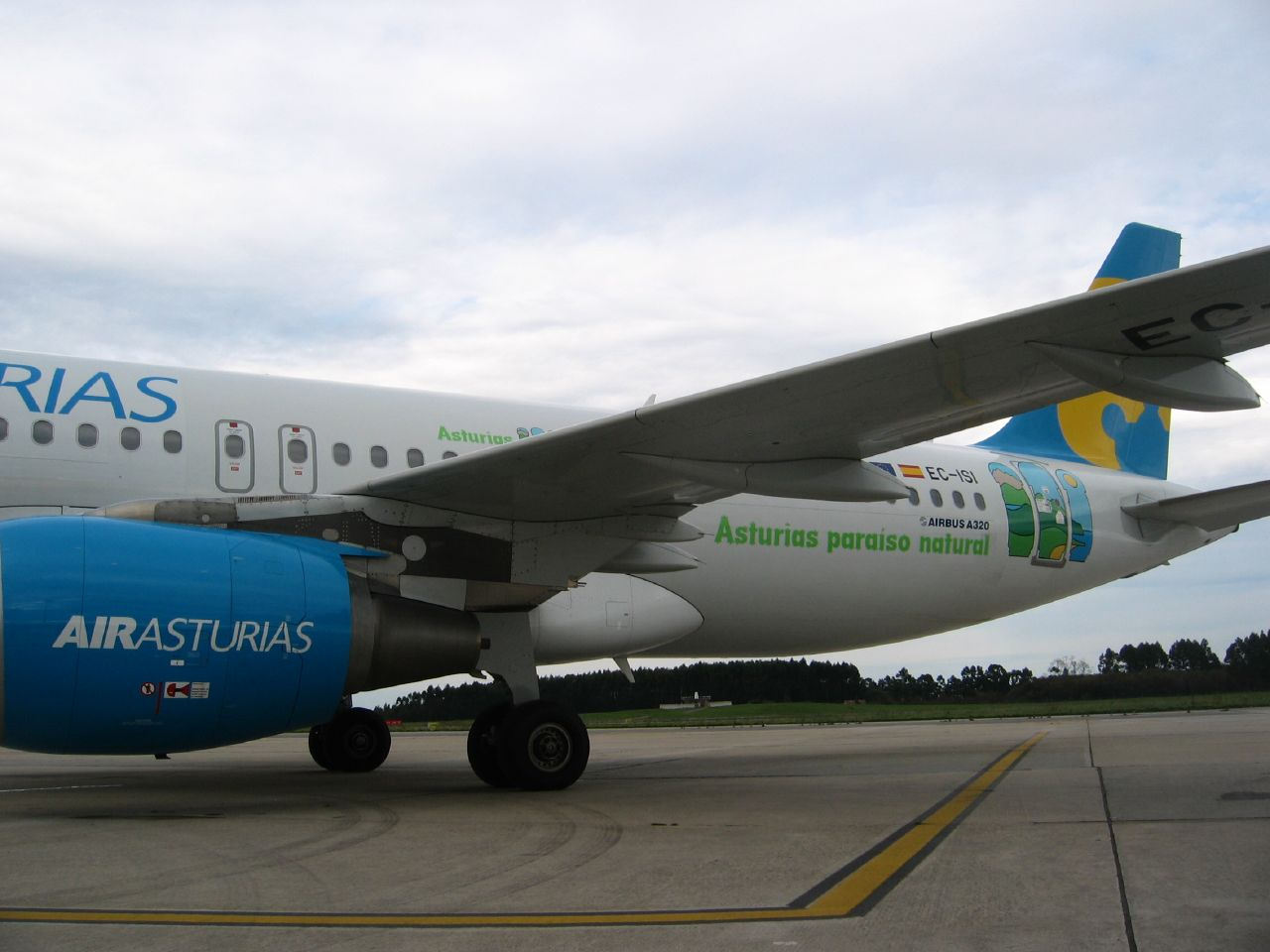
Imagem ilustrativa

Air Asturias foi uma empresa aérea da Espanha, que operou de 2005 até 2007. 